# Parakarungu
Parakarungu è un villaggio del Botswana situato nel distretto Nordoccidentale, sottodistretto di Chobe. Il villaggio, secondo il censimento del 2011, conta 845 abitanti.

## Località
Nel territorio del villaggio sono presenti le seguenti 5 località:
- Huhuwe di 5 abitanti,
- Ikonde Lands (Chituza Mataku) di 150 abitanti,
- Kobongo di 69 abitanti,
- Mabozo di 2 abitanti,
- Ngoma BDF Camp di 15 abitanti